# Jean-Jacques Verseyden de Varick
Jean-Jacques Victor Verseyden de Varick (Brussel, 3 juli 1769 - aldaar, 3 februari 1854), ook Versyden, was ambtenaar in de Zuidelijke Nederlanden en lid van het Belgisch Nationaal Congres.

## Biografie

### Familie en opleiding
Toen Jacques Versyden uit Leiden van keizer Jozef II de toelating kreeg om de naam van zijn moeder, 'de Varick', aan de zijne toe te voegen (1729), behoorde de familie al enkele generaties tot de Nederlandse adel. Hij was getrouwd met de Leidse Cornélie Edmonds en ze hadden drie kinderen, onder wie Pierre Yves Verseyden de Varick (°1714) die naar de Zuidelijke Nederlanden verhuisde, waar zijn naam opgeschreven werd als Verseyden. Hij werd raadsheer bij het Rekenhof in Brussel en grootbaljuw van de stad en kasselrij Oudenaarde, waardoor hij ook lid was van de Staten van Vlaanderen. Die snelle opgang in een voor hem eerder vreemde omgeving had hij te danken aan zijn huwelijk met Marie-Anne de Crumpipen, zus van Joseph de Crumpipen, lid van de Geheime Raad en kanselier van Brabant, en Henri de Crumpipen, secretaris van de Secretarie van State en Oorlog, lid van de Raad van State en voorzitter van de Geheime Raad. Pierre-Yves was de vader van Jean-Jacques Verseyden de Varick en Apolline Verseyden de Varick (1771-1855), die trouwde met ambtenaar en politicus baron Joseph d'Anethan en de moeder was van Jules Joseph d'Anethan, premier van België.
Jean-Jacques Verseyden groeide aldus op in een Oostenrijksgezind en adellijk milieu. Hij kreeg zijn eerste onderricht in het pas opgerichte Theresiaans College in Brussel. Vervolgens studeerde hij aan de universiteit van Leuven.

### Loopbaan
Daarop werd Verseyden de Varick ambtenaar met de titel "secretaris van Z. M. de Keizer van Oostenrijk" en werkte bij zijn oom op de Secretarie van State en Oorlog. Bij het uitbreken van de Brabantse Omwenteling trok hij met de keizerlijke administratie mee naar Duitsland. Toen het keizerlijk gezag in de Zuidelijke Nederlanden hersteld was, hernam hij zijn functie in Brussel en - met een korte onderbreking tijdens de eerste Franse inval -, bleef hij op post tot juni 1794. Hij trok toen weer mee met de Oostenrijkers, maar in 1795 was hij terug in Brussel om aan de confiscatie van zijn goederen te ontsnappen. Onder het Franse Directoire bleef Verseyden ambteloos: hij had geen lust om zich met het revolutionaire bewind te afficheren en dat bewind wenste hem ook niet in dienst te nemen.
Onder het Consulaat begon de toenadering met de Fransen. In 1802 werd Verseyden lid van de raad voor het eerste Brusselse arrondissement. Hij zette zich vervolgens in voor de reorganisatie van de armenzorg in Brussel. Hij behoorde toen tot de honderd hoogst belasten van de stad Brussel. Hij werd voorzitter van het kiescollege in Brussel en in die hoedanigheid woonde hij de keizerskroning van Napoleon in december 1804 bij. Hij werd ook tweemaal - vergeefs - voorgedragen om het Dijledepartement te vertegenwoordigen in het Keizerlijk Wetgevend Lichaam.
Versyden was 54 toen hij in 1823 trouwde met Marie-Angelique Helman de Willebroeck (1760-1834), die negen jaar ouder was. Ze overleed in 1834 en Verseyden overleefde haar nog 20 jaar. Het gezin bleef kinderloos en met de dood van Jean-Jacques doofde deze familie uit.
Wat wel lukte was dat hij in 1806 secretaris-generaal werd van het Dijledepartement. Hij was nu helemaal toegewijd aan het keizerrijk en aan de keizer. Hij oefende het ambt uit zonder bezoldiging, maar werd in 1813 bedankt met de titel van ridder in de empireadel.
Toen de geallieerden een einde maakten aan het Franse keizerrijk, was er wat verwarring over wat met 'collaborateur' Verseyden gebeurde, maar wat zeker is, is dat hij zich snel bij de nieuwe machthebbers aansloot. Hij verkreeg in 1816 de erkenning van zijn adellijke status en zijn lidmaatschap van de Ridderschap in Zuid-Brabant en mocht de titel van baron voeren. Hij werd in juni 1816 benoemd tot griffier van de Provinciale Staten van de nieuwe Nederlandse provincie Zuid-Brabant en oefende dit ambt uit tot in 1830. In 1829 werd hij tot kamerheer van Willem I benoemd.
Hoewel hij ook kritiek had op de Nederlandse politiek, bleef hij toch trouw aan Willem I en schaarde zich in 1830 onder de orangisten. Bij de verkiezing voor het Nationaal Congres werd hij op verre na niet verkozen, ook niet als plaatsvervanger. Nadat de nieuwe grondwet in februari 1831 was goedgekeurd, verminderde de belangstelling voor het Congres en heel wat leden namen ontslag. In Brussel waren weldra geen plaatsvervangers meer beschikbaar en er diende een nieuwe verkiezing plaats te hebben. Ditmaal werd Versyden verkozen en op 18 mei 1831 deed hij dan toch nog een late intrede in het Congres. Voor de twee belangrijkste punten die nog op de agenda stonden (verkiezing van Leopold van Saksen-Coburg en aanvaarding van het Verdrag der XVIII artikelen) stemde hij zoals de meerderheid. Na de beëindiging van de werkzaamheden van het Congres keerde hij naar het privéleven terug.